# Libxml2
libxml2 — программная библиотека для анализа XML-документов.Она является основой для библиотеки libxslt, которая позволяет анализировать таблицы стилей XSLT 1.0

## Описание
Библиотека libxml2 написана на языке программирования С. Изначально она была написана для проекта GNOME, однако может применяться и вне его. Библиотека имеет привязки к языкам программирования:
- C++
- Python
- PHP5
- Ruby
- Pascal(Delphi/Lazarus)
- Perl

Её важными особенностями являются:
- Высокая переносимость благодаря тому что она написана в опоре лишь на стандартные возможности языка ANSI С
- либеральная лицензия MIT